# Grzegorz Gilewski
Grzegorz Gilewski (* 24. Februar 1973 in Radom) ist ein ehemaliger polnischer Fußballschiedsrichter, der in der polnischen ersten Liga und auch als FIFA-Schiedsrichter aktiv war.
Gilewski gab sein Länderspiel-Debüt am 16. Oktober 2002 im EM-Qualifikationsspiel zwischen Island und Litauen. 2004 pfiff er bei der U-21-Europameisterschaft in Deutschland unter anderem das Spiel des Gastgebers gegen Portugal. Im September 2005 war er beim Freundschaftsspiel der deutschen Nationalmannschaft gegen Südafrika im Einsatz. 
Gilewski hat mehrere UEFA-Pokalspiele geleitet und war bisher viermal in der Champions League aktiv: in den Begegnungen zwischen Arsenal London und dem FC Thun (2005), Spartak Moskau und FC Bayern München (2006) sowie zwischen Rosenborg Trondheim und FC Schalke 04 und FC Chelsea gegen FC Valencia (beide 2007).
Bei der Fußball-Europameisterschaft 2008 war er als vierter Offizieller im Einsatz.